# ギギント駅
ギギント駅 (フィリピン語: estacion de Guiguinto)はブラカン州ギギントにかつて存在したフィリピン国鉄北方本線の鉄道駅。PNRとその前身時代から旅客貨物の両方の利用で使用された。路線と駅はマッカーサーハイウェイに並行する形で存在し、旧駅の跡の近郊にはギギントの市役所が存在した。

## 歴史
1891年3月24日に開業した。北方本線の運用終了の1990年代にはこの駅も利用されなくなった。
かつて進められていた国鉄の用地を利用した旧ノースレール計画で再建される予定となっていたが、2007年に計画は中断し、2011年には停止している。
現在進められている南北通勤鉄道計画で、同名の駅の建設が予定されている。

## 註釈
1. ↑  “Northrail construction now 'on track'”. bayan-natin.blogspot.com. 2011年10月20日閲覧。 Sourced to The Manila Bulletin.
2. ↑  “Philippine National Railways”. Facebook. 2011年10月20日閲覧。
3. ↑  “CAPEX Program” (2011年10月10日). 2011年10月20日閲覧。
4. ↑  Landingin, Roel. “Chinese foreign aid goes offtrack in the Philippines”.   PCIJ (Philippine Center for Investigative Journalism). 2012年4月25日時点のオリジナルよりアーカイブ。2011年10月20日閲覧。
5. ↑  Paz, Chrisee Dela. “17 stations of Manila-Clark Railway announced” (英語). Rappler. 2019年4月24日閲覧。